# NBA All-Star Game 1969
L'NBA All-Star Game 1969, svoltosi a Baltimora, vide la vittoria finale della Eastern Division sulla Western Division per 123 a 112.
Oscar Robertson, dei Cincinnati Royals, fu nominato MVP della partita.

## Squadre

### Western Division
| Western Division   |                        |             |             |             |             |             |             |             |             |
| Giocatore          | Squadra                | MIN         | FGM         | FGA         | FTM         | FTA         | RIM         | AST         | PT          |
| Elgin Baylor       | Los Angeles Lakers     | 32          | 5           | 13          | 11          | 12          | 9           | 5           | 21          |
| Don Kojis          | San Diego Rockets      | 16          | 2           | 7           | 4           | 5           | 5           | 3           | 8           |
| Elvin Hayes        | San Diego Rockets      | 21          | 4           | 9           | 3           | 3           | 5           | 0           | 11          |
| Jerry Sloan        | Chicago Bulls          | 18          | 2           | 8           | 0           | 1           | 3           | 0           | 4           |
| Lenny Wilkens      | Seattle SuperSonics    | 24          | 3           | 15          | 4           | 5           | 7           | 5           | 10          |
| Jeff Mullins       | San Francisco Warriors | 25          | 7           | 14          | 0           | 0           | 4           | 5           | 14          |
| Wilt Chamberlain   | Los Angeles Lakers     | 27          | 2           | 3           | 0           | 1           | 12          | 2           | 4           |
| Rudy LaRusso       | San Francisco Warriors | 18          | 3           | 6           | 0           | 0           | 6           | 2           | 6           |
| Dick Van Arsdale   | Phoenix Suns           | 10          | 2           | 4           | 0           | 0           | 1           | 0           | 4           |
| Lou Hudson         | Atlanta Hawks          | 20          | 6           | 13          | 1           | 1           | 1           | 1           | 13          |
| Joe Caldwell       | Atlanta Hawks          | 23          | 6           | 9           | 0           | 1           | 4           | 3           | 12          |
| Gail Goodrich      | Phoenix Suns           | 6           | 2           | 4           | 1           | 2           | 1           | 1           | 5           |
| Jerry West         | Los Angeles Lakers     | infortunato | infortunato | infortunato | infortunato | infortunato | infortunato | infortunato | infortunato |
| Totale             |                        | 240         | 44          | 105         | 24          | 31          | 58          | 27          | 112         |
| All. Richie Guerin | Atlanta Hawks          |             |             |             |             |             |             |             |             |

MIN: minuti. FGM: tiri dal campo riusciti. FGA: tiri dal campo tentati. FTM: tiri liberi riusciti. FTA: tiri liberi tentati. RIM: rimbalzi. AST: assist. PT: punti

### Eastern Division
| Eastern Division |                    |     |     |     |     |     |     |     |     |
| Giocatore        | Squadra            | MIN | FGM | FGA | FTM | FTA | RIM | AST | PT  |
| John Havlicek    | Boston Celtics     | 31  | 6   | 14  | 2   | 2   | 7   | 2   | 14  |
| Jerry Lucas      | Cincinnati Royals  | 17  | 2   | 5   | 4   | 5   | 6   | 1   | 8   |
| Bill Russell     | Boston Celtics     | 28  | 1   | 4   | 1   | 2   | 6   | 3   | 3   |
| Oscar Robertson  | Cincinnati Royals  | 32  | 8   | 16  | 8   | 8   | 6   | 5   | 24  |
| Earl Monroe      | Baltimore Bullets  | 27  | 6   | 15  | 9   | 12  | 4   | 4   | 21  |
| Gus Johnson      | Baltimore Bullets  | 18  | 4   | 10  | 5   | 8   | 10  | 0   | 13  |
| Dave Bing        | Detroit Pistons    | 13  | 1   | 3   | 1   | 1   | 0   | 3   | 3   |
| Billy Cunningham | Philadelphia 76ers | 22  | 5   | 10  | 0   | 0   | 5   | 1   | 10  |
| Willis Reed      | New York Knicks    | 14  | 5   | 8   | 0   | 0   | 4   | 2   | 10  |
| Wes Unseld       | Baltimore Bullets  | 14  | 5   | 7   | 1   | 3   | 8   | 1   | 11  |
| Hal Greer        | Philadelphia 76ers | 17  | 0   | 1   | 4   | 5   | 3   | 2   | 4   |
| Jon McGlocklin   | Milwaukee Bucks    | 7   | 1   | 2   | 0   | 0   | 1   | 0   | 2   |
| Totale           |                    | 240 | 44  | 95  | 35  | 46  | 60  | 24  | 123 |
| All. Gene Shue   | Baltimore Bullets  |     |     |     |     |     |     |     |     |

MIN: minuti. FGM: tiri dal campo riusciti. FGA: tiri dal campo tentati. FTM: tiri liberi riusciti. FTA: tiri liberi tentati. RIM: rimbalzi. AST: assist. PT: punti